# Gratis (Ohio)
Pour les articles homonymes, voir Gratis.
Gratis est un village américain situé dans le comté de Preble, dans l'Ohio. Selon le recensement de 2010, sa population est de 881 habitants.